# サラマンカ少年少女合唱団 CORO Junior
サラマンカ少年少女合唱団　CORO Junior（サラマンカしょうねんしょうじょがっしょうだん　コロ・ジュニオール）は、岐阜県岐阜市のサラマンカホールがレジデント事業として運営する児童合唱団である。岐阜県少年少女合唱連盟に加入している。音楽監督 岩崎有子、副指揮 堀江綾乃、ピアノ 虫賀太一・田口利康、音楽アドヴァイザー 永田昌彦。

## 沿革
サラマンカホールは、岐阜県および地域の人々に良質な音楽文化に触れる機会を様々な形で提供しており、岐阜県の音楽文化の活性化につながる活動を支援している。その一つのプログラムとして、同ホールが地域の子どもたちと新しい音楽の輪を作り、新たな音楽発信をいこうと少年少女合唱団を2013年に結成した。歌うことを通じて音楽の素晴らしさ楽しさを体験し、友だちをふやし仲間とともに作り上げる喜びを大切にしているとされる。毎年、新団員を募集している。

## 名前の由来
CORO（コロ）はスペイン語で合唱の意味である。サラマンカホールの名前（スペイン，サラマンカ大聖堂のオルガンを修復したオルガンビルダー故 辻宏氏が、その大聖堂のオルガンを継承したオルガンを当ホールに作ったことに由来）にちなんで、スペイン語が使われている。
Juniorは英語であるが、スペインでの読み方「ジュニオール」と発音する。

## 歴史
日本でも屈指の音楽堂であるサラマンカホールを拠点に活動しており、同ホールが主催する様々な演奏会に出演する。そのため、活動の内容は多岐にわたり、合唱曲の演奏はもちろん、過去にオーケストラとの共演、オペラ、詩の朗読、ミュージカル、パイプオルガンを伴奏に使用した演奏会を経験している。

### 2013年
- 8月31日 - 結団式。
- 12月14日 - サラマンカホール主催公演　オペラシアターこんにゃく座「森は生きている」。
- 12月22日 - サラマンカホール主催　クリスマスコンサート出演。

### 2014年
- 3月29日 - 第1回定期演奏会。
- 5月 - 岐阜県少年少女合唱連盟加入。
- 8月7日 - 県民ふれあい会館主催　ふれあいアトリウムライブ出演。
- 9日 - 合宿。
- 9月28日 - 一宮尾西市民会館にて「カルミナ・ブラーナ」出演。
- 10月12日 - サラマンカホール主催　開館20周年記念公演「カルミナ・ブラーナ」出演。
- 12月23日 - サラマンカホール 主催　クリスマスコンサート出演。

### 2015年
- 3月28日 - 第2回定期演奏会「うたはいつもそこにいて」。
- 8月6日 - ふれあいサマーフェスティバル2015 「スペシャル野外ライブ！」オープニング出演。
- 12月13日 - サラマンカホール主催　子どものためのオペラシリーズ第4弾 オペラ「ヘンゼルとグレーテル」出演。
- 12月23日 - サラマンカホール主催　「サラマンカホールのクリスマス物語」出演。

### 2016年
- 3月26日 - 第3回定期演奏会　ミュージカル「そらのふ・し・ぎ」。
- 7月3日 - サラマンカホール主催「動物の謝肉祭」朗読で出演。
- 8月4日 - ふれあいサマーフェスティバル2016　「スペシャル野外ライブ！」オープニング出演。
- 8月11～13日 - 多治見少年少女合唱団と合同合宿。
- 10月9日 - サラマンカホール主催「ぎふ秋の音楽祭2016～合唱の日　セロ弾きのゴーシュ」多治見少年少女合唱団と共演。
- 10月15日 - 岐阜県美術館主催　コンサート出演。

### 2017年
- 1月21日 - 羽島文化センター主催「合唱の祭典～リバイバル」出演。
- 3月26日 - 第4回定期演奏会ミュージカル「あらしのよるに」。
- 4月7日 - サラマンカホール主催「ヴェルサイユ・ジャン・フィリップ・ラモー少年少女合唱団」出演。
- 6月25日 - 岐阜県退職校長会にて演奏。
- 8月 - ふれあいサマーフェスティバル2017「スペシャル野外ライブ！」オープニング出演。
- 8月22日 - 県民ふれあい会館主催「ふれあいアトリウムライブ」出演。
- 8月27日 - Felice×中島法晃 presents「HAPPY　CONCERT～子どもから大人までみんなで一緒に楽しめる～vol.5」 出演。
- 11月3日 - 岐阜市立岐阜商業高等学校主催「市岐商デパート」ステージ出演。
- 11月4・5日 - 岐阜市主催「さんぽde野外ライブ」出演。
- 12月23日 - 羽島文化センター「クリスマスコンサート」出演。

### 2018年
- 1月13日 - 羽島文化センター主催「合唱の祭典～リバイバル2」出演。
- 3月25日 - 第5回定期演奏会　オリジナルミュージカル「凸凹小学校に合唱団ができるまで」（脚本・演出：金子根古、作曲：谷川賢作）。
- 8月2日 - ふれあいサマーフェスティバル2018「スペシャル野外ライブ！」オープニング出演。
- 8月18・19日 - 合宿。
- 9月15日 - サラマンカホール主催　オペラ「セロ弾きのゴーシュ」出演。
- 10月14日 - 岐阜シティ・タワー43主催「第4回合唱フェスティバル」出演。
- 11月3日 - 岐阜県美術館主催　コンサート出演。
- 12月24日 - 県民ふれあい会館主催「ふれあいアトリウムライブ～クリスマス」出演。

### 2019年
- 1月4日 - サラマンカホール主催「0才からのコンサート～felice」出演。
- 1月5日 - あしながおじさんレストラン　演奏。
- 3月30日 - 第6回定期演奏会「CORO6th」。
- 4月28日 - 第8回ぎふ清流ハーフマラソン応援イベント出演。
- 6月15日 - サラマンカホール主催「サラマンカホール開館25周年記念第九特別公演出演。指揮：山田和樹、ソプラノ：國光ともこ、アルト：小林由佳、テノール：城宏憲、バリトン：近野賢一。合唱：東京混声合唱団、「第九」県民合唱団　管弦楽：愛知室内オーケストラ。
- 6月23日 - Vタウン芥見主催「ファミリーコンサート」出演。
- 7月29日 - 岐阜新聞主催「ロビーコンサート」出演。
- 8月1日 - ふれあいサマーフェスティバル2019「スペシャル野外ライブ！」オープニング出演。
- 8月11・12日 - 合宿。
- 8月20日 - 県民ふれあい会館主催「ふれあいアトリウムライブ」出演。
- 10月20日 - サラマンカホール「コバケンとその仲間たちオーケストラin岐阜」シベリウス：交響詩「フィンランディア」出演。指揮：小林研一郎、管弦楽：コバケンとその仲間たちオーケストラ。
- 10月22日 - 岐阜シティ・タワー43主催「第5回合唱フェスティバル」出演。
- 12月7日 - サラマンカホール主催　ラヴェル作曲　オペラ「子どもと魔法」(フランス語上演)出演。
- 12月21日 - あしながおじさんレストラン　演奏。
- 12月22日 - 県民ふれあい会館主催「ふれあいアトリウムライブ～クリスマスス」出演。

### 2020年
- 3月29日 - 第7回定期演奏会　オリジナルミュージカル「音どろぼうと凸凹探偵団」、新型コロナウイルス感染拡大のため公演中止。
- 10月10日 - サラマンカホール「COROフェス2020」（ゲスト：岐阜県立岐阜高等学校音楽部）。
- 12月20日 - 県民ふれあい会館主催「ふれあいアトリウムライブ～クリスマスス」出演。

### 2021年
- 3月27日 - 第8回定期演奏会　オリジナルミュージカル「音どろぼうと凸凹探偵団～スペシャルバージョン」（脚本・演出）後藤卓也　（作曲・ピアノ）谷川賢作。

### 2024年
- 5月4日 - ハウジングギャラリー県庁前展示場主催「ハウジングギャラリーの音楽祭」出演。
- 8月1日 - 県民ふれあい会館主催「ふれあいサマーフェスティバル2024 スペシャル野外ライブ」オープニング出演。
- 8月17・18日 - 夏合宿2024。
- 8月20日 - 県民ふれあい会館主催「ふれあいアトリウムライブ」出演。
- 8月25日 - 岐阜青年会議所主催「ぎふがいいやん～響け！轟け！アツい夏～」出演。